# Sông Cái Nha Trang
Sông Cái Nha Trang, còn có tên là sông Phú Lộc, sông Cù, là sông lớn nhất tỉnh Khánh Hòa .
Sông có chiều dài 84 km, diện tích lưu vực 1.732 km² .
Lưu vực này bao gồm toàn bộ 2 huyện Khánh Vĩnh và Diên Khánh, thành phố Nha Trang (trừ xã Vĩnh Lương) và khu vực Tây Bắc huyện Cam Lâm, độ cao trung bình 548 m, độ dốc trung bình 22,8%, mật độ sông suối 0,82 km/ km². Có 15 phụ lưu với chiều dài trên 10 km. Tổng lượng nước cả năm 1,79 km³, tương ứng với độ sâu dòng chảy 940 mm, môđun dòng chảy 29,8 l/s. km². Mùa lũ từ tháng 10 đến tháng 12, chiếm khoảng 73% lượng dòng chảy cả năm, môđun mùa lũ 240 l/s. km². Mùa cạn từ tháng 1 đến tháng 9, chiếm khoảng 27% lượng nước cả năm, môđun dòng chảy mùa cạn 10 - 18 l/s. km².

## Các nhánh Sông/Suối

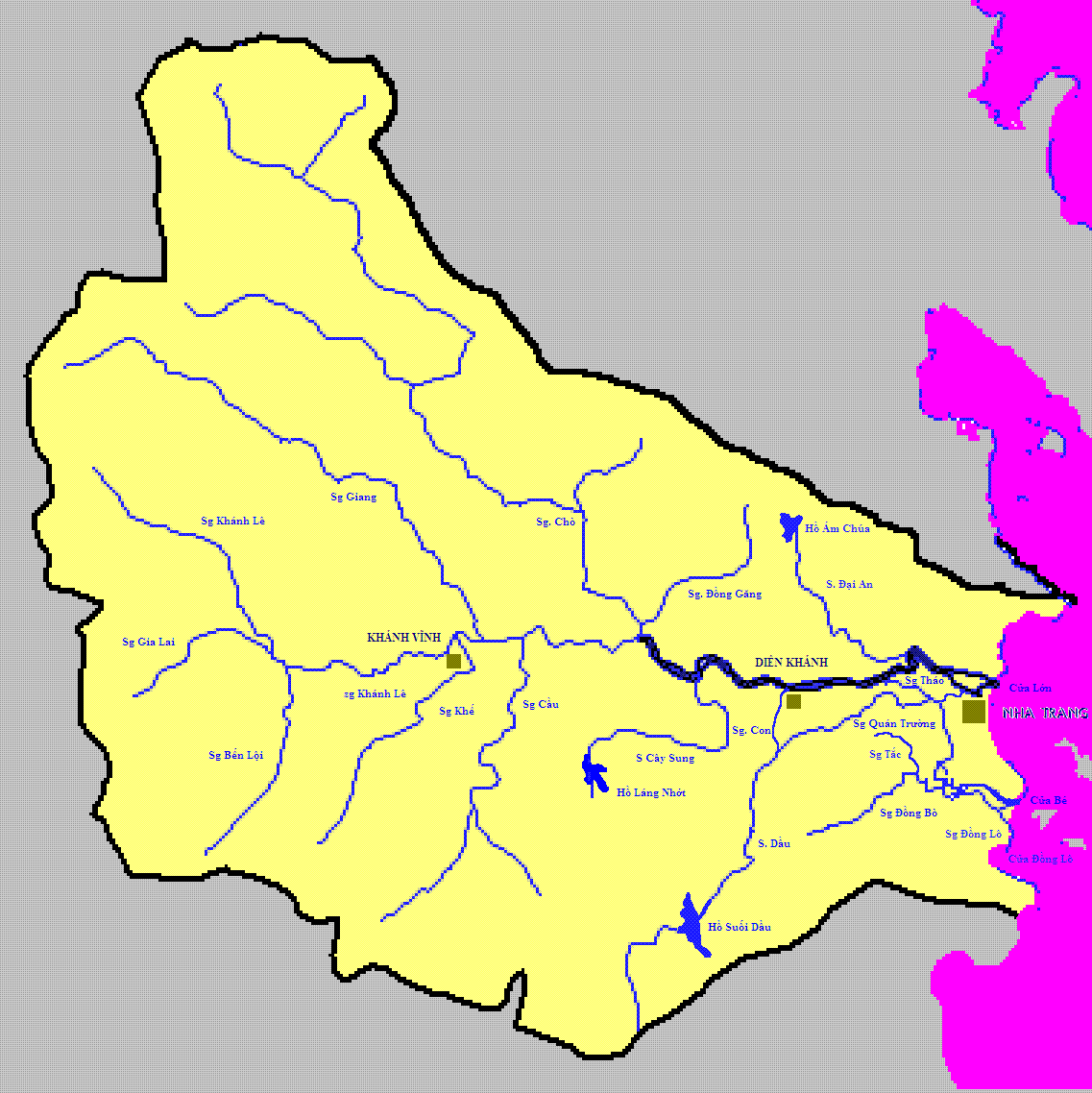
Bản đồ lưu vực sông Cái Nha Trang

Sông phát nguyên từ Hòn Gia Lê, cao 1.812 m, chảy qua các huyện Khánh Vĩnh, Diên Khánh và thành phố Nha Trang rồi đổ ra biển ở Cửa Lớn (Đại Cù Huân). Sông Cái Nha Trang có 7 phụ lưu, bắt nguồn ở độ cao từ 900 đến 2.000 m nhưng lại rất ngắn, thường dưới 20 km nên độ dốc rất lớn tạo nhiều ghềnh thác ở thượng lưu. Sông chảy đến thôn Xuân Lạc, xã Vĩnh Ngọc, thành phố Nha Trang thì chia làm hai nhánh:
Một nhánh chảy theo hướng Đông-Nam, men theo chân núi Đồng Bò, chảy xuống Trường Đông, Vĩnh Trường và chảy ra cửa biển Tiểu Cù Huân, gọi là Cửa Bé. Nhánh này hiện nay đã bị lấp, chỉ đến mùa nước lũ, dòng chính mới hiện rõ.
Nhánh thứ hai chảy xiên theo hướng Đông - Bắc (đây là nhánh chính của sông Cái) từ Xuân Lạc, xã Vĩnh Ngọc chảy đến Ngọc Hội, sông chia làm 2 chi:
- Chi thứ nhất chảy vào Phương Sài, gọi là Ngư Trường (người xưa mượn bến Trường Cá tại Phường Củi mà đặt), rồi chảy xuống Hà Ra (nơi đây xưa kia, nước xoáy tạo thành một đầm rộng gọi là đầm Xương Huân nay đã bị lắp để xây chợ Đầm) rồi chảy tiếp ra cửa Đại Cù Huân, tức Cửa Lớn Nha Trang.
- Chi thứ hai rộng và sâu hơn, chảy xuống Xóm Bóng - Cù Lao, rồi cũng chảy ra cửa Nha Trang như chi kia.

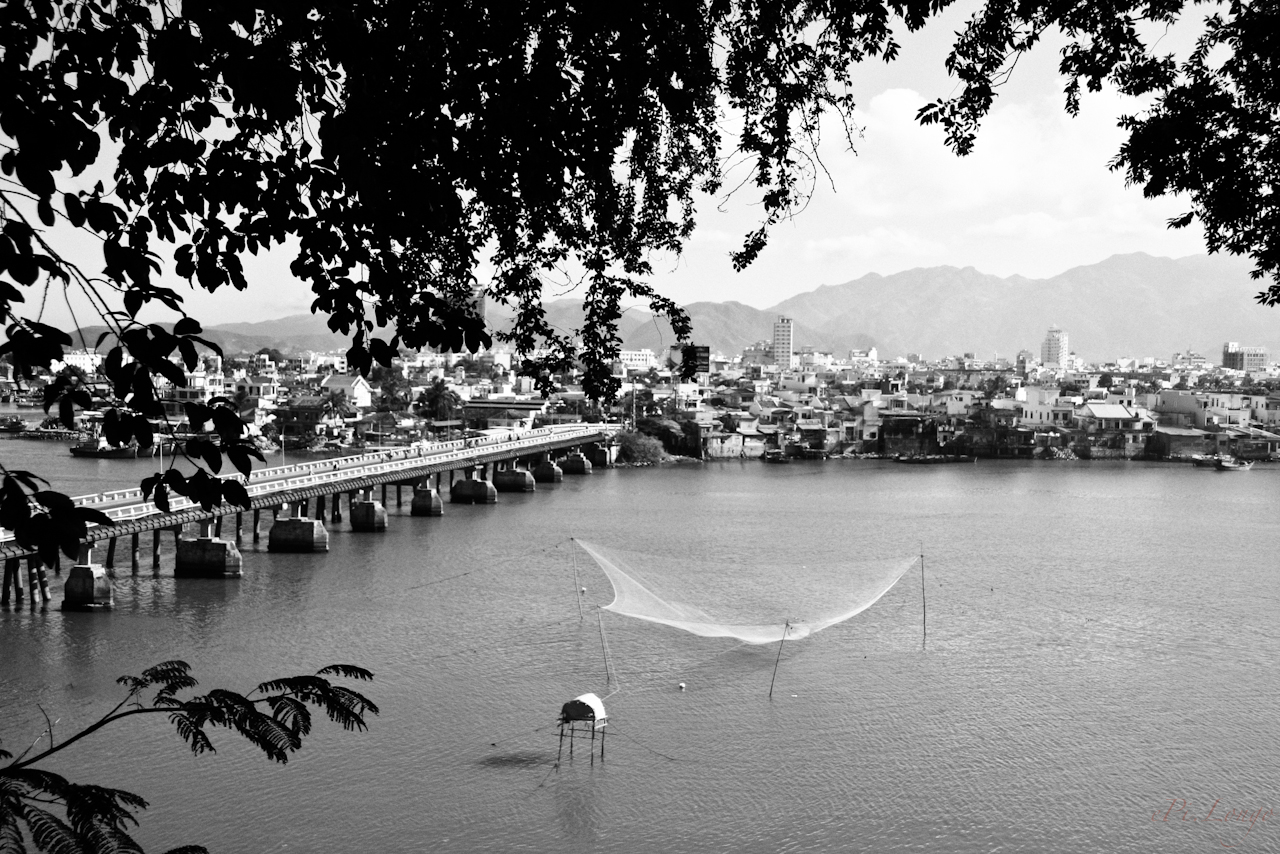
Sông Cái, đoạn ở Nha Trang

Hai chi trước khi chảy ra cửa biển, gặp nhau và cùng ôm lấy cồn đất phù sa, tên gọi là Cồn Dê (Cồn Ngọc Thảo).
Phần thượng lưu của sông Cái Nha Trang có rất nhiều thác. Từ cửa sông Chò trở lên thì có thác Đồng Trăng, thác Ông Hào, thác Đá Lửa, thác Nhét, thác Mòng, thác Võng. Qua khỏi thác Võng thì có thác Dằng Xay, thác Tham Dự, thác Ngựa, thác Hông Tượng, thác Trâu Đụng, thác Giang Ché, thác Trâu Á, thác Nai, thác Rùa, thác Hòm... Phần trên nguồn còn có rất nhiều thác nhưng ít người lên đến nên không có tên gọi.